# Бездзеркальна фотокамера

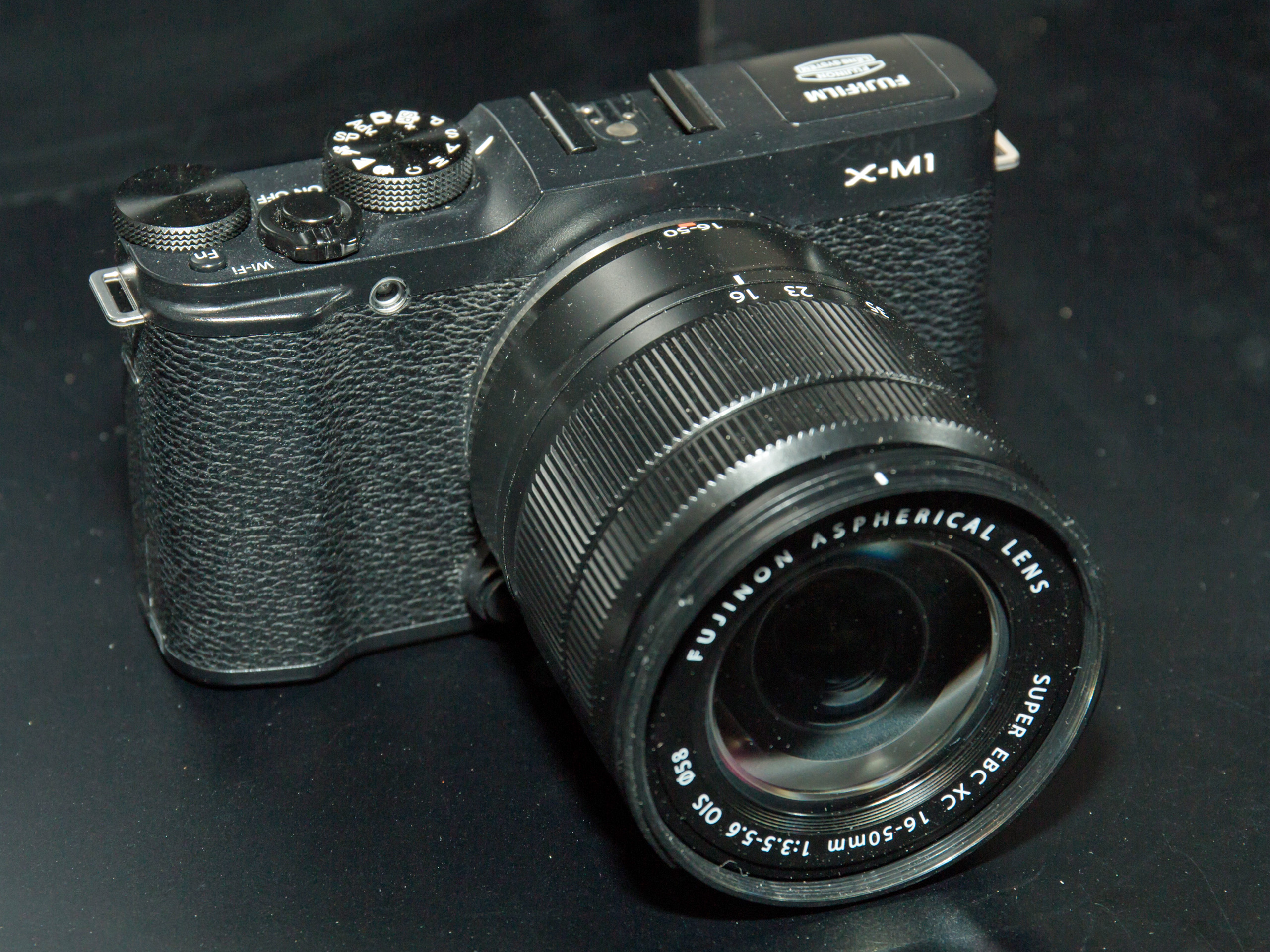
бездзеркальний фотоапарат Fujifilm X-M1 з об'єктивом XC 16-50 мм

EVIL-камера (англ. electronic viewfinder, interchangeable lens — електронний видошукач, змінний об'єктив) — цифрова бездзеркальна системна фотокамера. Цифровий фотоапарат, який (на відміну від дзеркальних DSLR-фотоапаратів) в своїй конструкції не має дзеркала.
При цьому дає високу якість зображення, зумовлену використанням великого (залежить від конкретної моделі) світлочутливого елемента.
На даний момент є моделі повноформатних камер (розмір світлочутливої матриці дорівнює розміру кадру 36 мм фотоплівки, 24x36 мм).
Також передбачена можливість використання змінних об'єктивів.
Відсутність дзеркала, а також суміжних з ним елементів, дозволяє:
- знизити розміри та масу фотоапарата
- підвищити надійність роботи фотоапарата (за рахунок меншої кількості рухомих частин)
- швидкість серійної зйомки може перевищувати (залежить від конкретної моделі) показники професійних дзеркальних фотоапаратів

Виготовляється практично всіма відомими брендами фотоіндустрії. Проте провідні позиції займають фотоапарати Sony та Fujifilm.